# Тешуб

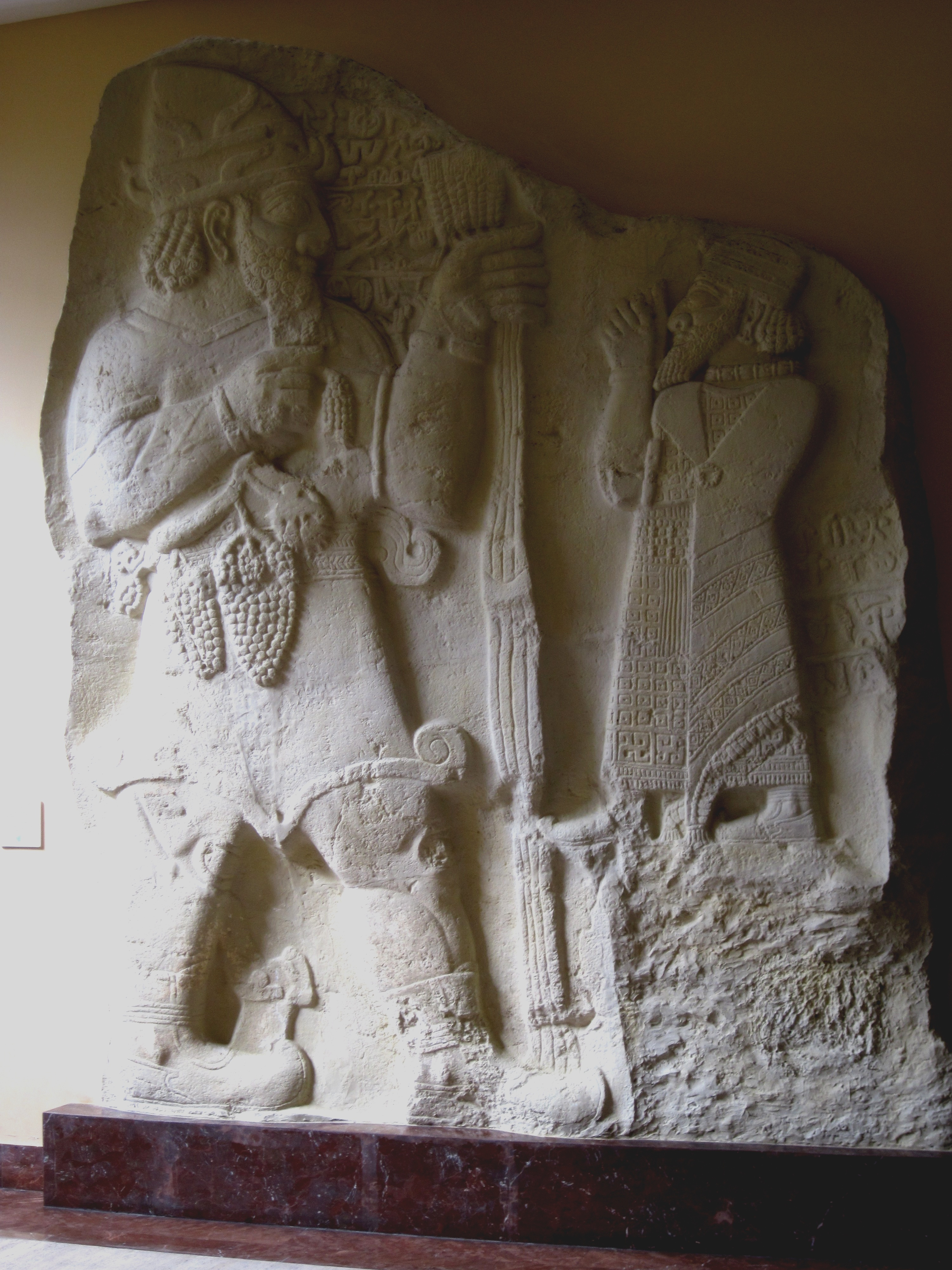
Цар Тьян (Тувануві) Варпалава поклоняється Тархуну

Тешуб, Тешшуб (хурр. Tessob, Tessub, пор. урарт. Teiseba) — хурритський бог грози, шанований у всій Малій Азії.
У хаттів Тешуб тотожний богу Тару, у хеттів і лувійців — Тархун (варіанти Тархунт, Тархувант, Тархунта). Хетсько-лувійська ім'я Тархун.
Тешуб очолював пантеон хурритських богів. Священними тваринами Тешуба та його дружини Хебат були дикий бик і корова.